# Kopano Matlwa
Kopano Matlwa (nom de casada: Kopano Matlwa Mabaso) (Pretòria, Sud-àfrica, 1985) és una novel·lista i metgessa sud-africana.
Kopano Matlwa nasqué en un barri benestant de Pretòria on s'havien mudat els seus pares, i va començar a escriure el 2004, quan encara era una estudiant de medicina i per trobar un sentit a les tensions viscudes entre exigències dels estudis i la situació del seu país, en aquell moment devastat per la SIDA. Va fer els estudis de medicina a la Universitat de Ciutat del Cap i després els va completar amb un màster i doctorat en salut pública a la Universitat d'Oxford, on anà amb una beca Rhodes. Retornada a Sud-àfrica, ha continuat treballant com a metgessa i escrivint novel·la.
Kopano Matlwa pertany a la generació post-apartheid (tenia nou o deu anys quan Nelson Mandela fou escollit president), però es decepciona també aviat amb el gran canvi que esperaven en les seves vides i que no s'ha acomplert.

## Obra literària
La seva primera obra és Coconut, que publicà tot just amb 21 anys i que és en part autobiogràfica. S'hi retraten les dificultats dels adolescents negres per encaixar i trobar la seva identitat i el lloc en la societat. El títol original, que significa "coco", reflecteix aquesta doble identitat en l'aspecte del fruit: negre per fora i blanc per dins. Es contraposen les experiències de dues adolescents negres; una, però, educada en escoles i entorns blancs, i una altra pobra i orfe i que viu en un township.
Spilt Milk retrata el personatge d'una directora d'escola negra i explora les relacions amb el seu passat i amb els alumnes, i la relació amb un capellà blanc caigut en desgràcia. Segons l'autora representa la decepció de l'era post-apartheid amb la manca de compromís en la cooperació i enteniment entre la societat blanca i negra.
La tercera novel·la,  Florescència (originalment en anglès, Period pain), tracta els temes de raça, gènere i pobresa. En primera persona, relata la història d'una jove metgessa que aconsegueix el seu somni d'esdevenir metgessa, però es troba amb la realitat de treballar en un hospital públic sense prou recursos i on ha de viure el patiment i els problemes de salut mental, no només dels pacients sinó també dels professionals.

## Iniciatives en l'àmbit de la salut pública
Quan encara era estudiant de medicina, Matlwa va ser una dels fundadors del projecte "Waiting Room Education by Medical Students" (WREM), on s'educa els malalts i les seves famílies sobre aspectes bàsics de salut en les sales d'espera de les clíniques.
També és directora de la campanya "Grow Great", que vol aconseguir, el 2030, una generació d'infants sense les carències en el creixement físic i intel·lectual degudes a la malnutrició (el que es coneix amb el terme anglès de stunting). Matlwa també és fundadora de la "Transitions Foundation", una organització que vol ajudar els joves sud-africans a fer una transició de la desesperança a una vida on puguin aconseguir els seus objectius a través de l'educació. Finalment, Matlwa va fundar "Ona-Mtoto-Wako" amb la seva amiga Chrystelle Wedi. És una iniciativa que dona serveis sanitaris a dones durant l'embaràs en zones remotes rurals de països en vies de desenvolupament i contribueix a prevenir la mortalitat materna. "Ona-Mtoto-Wako" ("veu el teu bebé", en kiswahili) va guanyar el premi "Aspen Idea Award" el 2015.

## Publicacions
- Coconut, Johannesburg: Jacana, 2007; [en català] Coconut, València: Sembra, 2020 [trad. Elisabet Ràfols-Sagués] ISBN 9788416698370
- Spilt Milk, Johannesburg: Jacana, 2010; [en català] Aigua passada, València: Sembra, 2021 [trad. Elisabet Ràfols-Sagués] ISBN 9788416698585
- Period Pain, Johannesburg: Jacana, 2017; publicat també amb el títol Evening primrose a Anglaterra (per eufemisme, ja que period pain significa "dolor menstrual"); [en català] Florescència, València: Sembra, 2018 [trad. Elisabet Ràfols-Sagués] ISBN 9788416698257

## Premis
- Premi Literari de la Unió Europea 2007, per Coconut
- Premi Wole Soyinka de literatura africana 2010, per Coconut
- Period Pain va ser finalista pel The Sunday Times Literary Award 2017/18, pels South African Literary Awards i pels South Africa’s Humanities & Social Sciences Awards